# Anisodes urcearia
Anisodes urcearia là một loài bướm đêm trong họ Geometridae.